# Hans Junkermann (cyklist)
Hans "Hennes" Junkermann, född den 6 maj 1934 i Sankt Tönis, död den 11 april 2022 i Krefeld, var en tysk tävlingscyklist. På bana blev han europamästare i madison 1965 och i stayer 1969 samt tog sju västtyska mästerskapstitlar. På landsväg vann han Tour de Suisse totalt 1959 och 1962, Züri Metzgete 1957, Rund um den Henninger Turm 1963, samt blev västtysk mästare i linjelopp tre gånger. Han kom top-10 i alla tre Grand Tours – fyra gånger i Tour de France och en gång vardera i Giro d'Italia och Vuelta a España.

## Meriter

### Landsväg
| 1955 2:a i linjelopp vid Västtyska mästerskapen 3:a totalt i Deutschland Tour 3:a i Rund um Köln 1957 Vinnare av Züri Metzgete 1958 2:a totalt i Tour de Suisse Vinnare av etapp 7 2:a i Züri Metzgete 2:a i linjelopp vid Västtyska mästerskapen 1959 Vinnare totalt av Tour de Suisse Vinnare av etapp 2 Västtysk mästare i linjelopp 1960 Västtysk mästare i linjelopp 4:a totalt i Tour de France 6:a i linjelopp vid Världsmästerskapen i landsvägscykling | 1961 Västtysk mästare i linjelopp 2:a totalt i Deutschland Tour 5:a totalt i Tour de France 6:a totalt i Giro d'Italia 7:a totalt i Tour de Romandie 9:a i Flèche Wallonne 10:a i linjelopp vid Världsmästerskapen i landsvägscykling 1962 Vinnare totalt av Tour de Suisse Vinnare av etapperna 3 och 4 2:a totalt i Critérium du Dauphiné Libéré Vinnare av etapp 5 3:a i Flèche Wallonne 1963 Vinnare av Rund um den Henninger Turm 2:a totalt i Dunkerques fyradagars 8:a totalt i Paris–Nice 9:a totali i Tour de France | 1964 3:a totalt i Tour de Luxembourg 3:a i linjelopp vid Västtyska mästerskapen 9:a totali i Tour de France 10:a i Flèche Wallonne 1965 3:a i linjelopp vid Västtyska mästerskapen 7:a totalt i Paris–Nice 7:a totalt i Vuelta a España 1966 2:a i Giro del Ticino 3:a totalt i Tour du Nord 1967 3:a i linjelopp vid Västtyska mästerskapen 5:a totalt i Dunkerques fyradagars 5:a totalt i Tour de Suisse 1968 3:a i linjelopp vid Västtyska mästerskapen 1970 10:a totalt i Tour de Suisse |

### Bana
| Podieplaceringar: 1960/1961 3:a i madison (med Rudi Altig) 1963/1964 3:a i omnium 1964/1965 Europamästare i madison (med Rudi Altig) 1969/1970 Europamästare i stayer 1971/1972 3:a i derny | Podieplaceringar: Förföljelselopp 1956 2:a 1958 Västtysk mästare 1959 3:a Madison 1958 2:a med Emil Reinecke 1959 Västtysk mästare med Klaus Bugdahl 1960 Västtysk mästare med Klaus Bugdahl 1961 Västtysk mästare med Rudi Altig 1962 Västtysk mästare med Rudi Altig 1964 Västtysk mästare med Rudi Altig 1965 Västtysk mästare med Horst Oldenburg | Segrar: 1959/1960 Köln (med Klaus Bugdahl) 1960/1961 Dortmund (med Klaus Bugdahl) Münster (med Fritz Pfenninger) 1962/1953 Münster (med Rudi Altig) Berlin (med Rudi Altig) Essen (med Rudi Altig) 1963/1964 Köln (med Peter Post) Essen (med Rudi Altig) 1964/1965 Frankfurt (med Rudi Altig) |